# Gyalo Thondup
Gyalo Thondup (tibeti: རྒྱལ་ལོ་དོན་འགྲུབ, wylie: rgyal lo don 'grub) (Takcer, 1928. november 5. – Kalimpong, 2025. február 8.) tibeti politikus, a 14. dalai láma második legidősebb bátyja, akit gyakran neveztek a dalai láma nem hivatalos küldöttjének.

## Élete

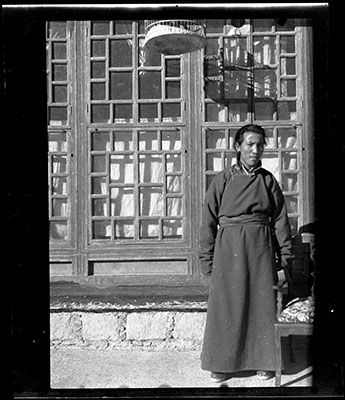
Gyalo Thondup Lhászában – 1948-1949

Gyalo Thondup 1928-ban született, paraszti családba Takcer („üvöltő tigris”) faluban, a tibeti Amdó régióban, amely politikailag 1928. után a kínai Csinghaj tartomány részét képezte. Egyike volt a család hét gyermeke közül, akik túlélték a gyermekkort (összesen 16 gyermeket szült édesanyja). Második legidősebb fiúgyermekként Norbunak egy nővére volt, egy bátyja, egy húga és négy öccse, köztük Tendzin Gyaco, a későbbi 14. dalai láma. 
Lhászában kezdte általános iskolai tanulmányait, melyet életrajzi könyvében elavultnak nevezett. 1945-ben a régens 5. Reting rinpocse tanácsára a kínai Nankingba küldték tanulni, ahonnan 1949-ben kénytelen volt elmenekülni a két ország közötti fokozódó feszültség miatt. Távolléte alatt édesapja és a régens is meghalt, amelyet az ifjú Gyalo valamiféle árulásnak tudott be, emiatt nem mert visszatérni Lhászába és helyette Hongkongon, Tajvanon és az Amerikai Egyesült Államokon keresztül végül az indiai Dardzsilingbe repült. Ezután rövid időre visszatért ugyan még a tibeti fővárosba, azonban újból elmenekült és külföldi segítséget igyekezett szerezni a kínai erőszak megállítása érdekében.
1954-től támogatta a CIA-t egy Kína-ellenes fegyveres felkelés létrehozásában. Tibetieket képeztek ki, majd dobtak le az ország déli részén, akik azonban hatalmas túlerővel kerültek szembe és nem sokra jutottak. Önéletrajzi könyvében élete egyik legnagyobb tévedésének nevezi a CIA-vel való együttműködést, amit mélységesen megbánt.
A dalai láma 1959-es szökését követően ő is csatlakozott az emigráns kormány megalapításában, amelyben bel- és külügyminiszteri posztot kapott. 1960-ban Amerikába utazott, hogy az ENSZ elé tárja Tibet ügyét, ám a fokozódó hidegháborús körülmények miatt az ügyét ejtették.
Az 1960-as években végig támogató kormányokat igyekezett szerezni, ám mind hiába. Senki nem volt hajlandó a tibeti ügy érdekében szembeszállni Kínával. 1979. év elején Kínába látogatott és találkozott az akkori miniszterelnökkel, Teng Hsziao-ping-vel. Gyalo barátságosnak és kedélyesnek jellemezte a találkozót, ám hiába próbálkozott évekig, nem tudta elérni, hogy a dalai lámát visszaengedjék Tibetbe. A kudarcból kifolyólag végül lemondott külügyminisztériumi tisztségéről. Három évvel később, röviddel a felesége halála után, meggyőzték, hogy vegye fel a tisztséget újból, miután a dalai láma bejelentette az ötpontos béketervét. Saját bevallása szerint a kínai paranoia és a tibeti diplomácia ügyetlensége miatt végül nem sikerült elérniük semmit. 1990-ben végleg visszavonult minden hivatalos tisztségétől és az indiai Kalimpong városban telepedett le.